# Eurotopia

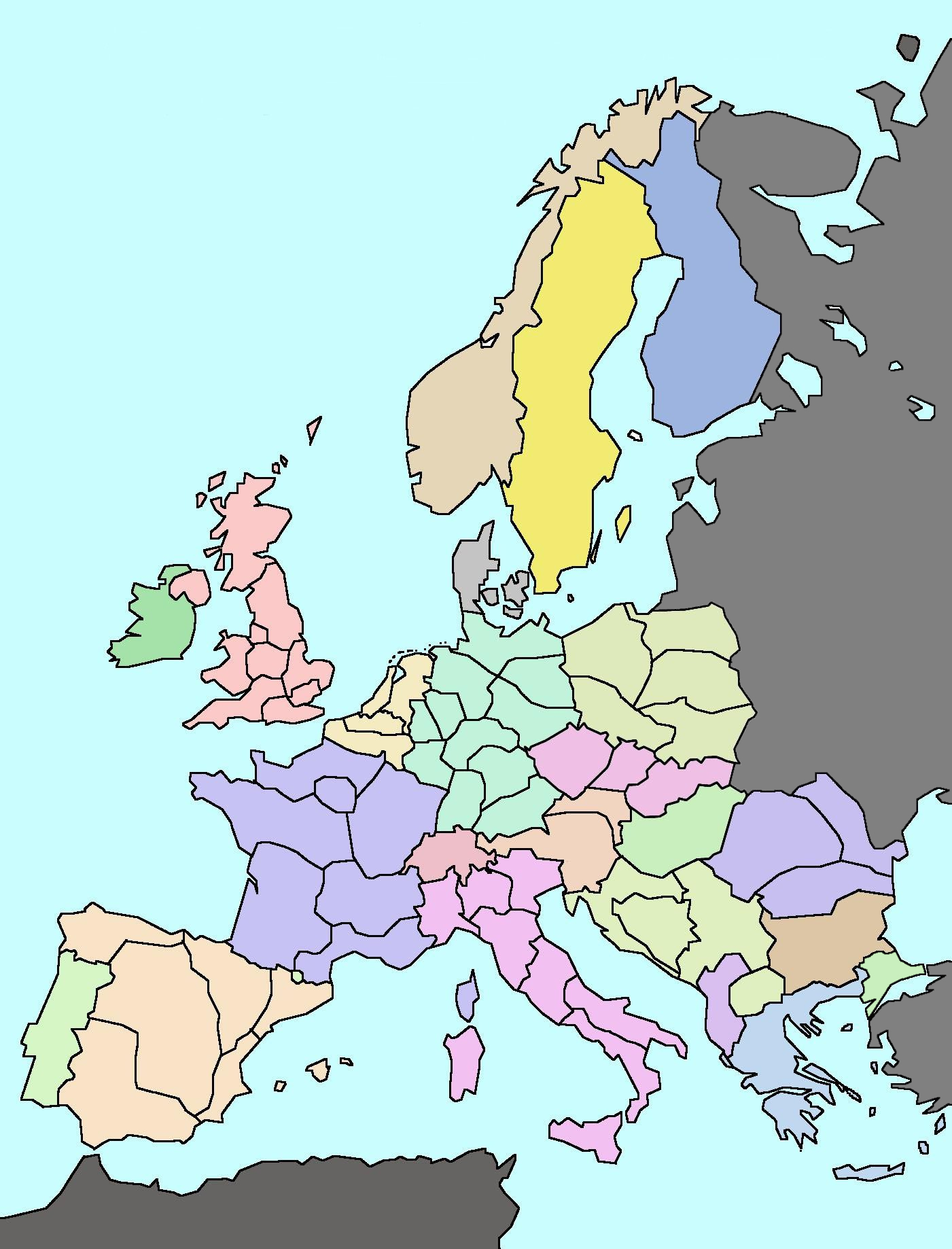
Els Estats Units d'Europa segons Heineken/Van den Doel/Wesseling

Eurotopia és una idea de l'empresari Alfred Heineken per a una nova divisió de la Unió Europea en uns Estats Units d'Europa. La idea va sorgir d'un grup de reflexió a Rostock en 1991 ·  i es va publicar el 1992 en el llibre Els Estats Units d'Europa (un Eurotopia?)

## Estructura
La idea proposa una divisió d'Europa en regions. Per fer aquest divisió, Heineken col·laborà amb Henk Wesseling, llavors professor d'Història a la Universitat de Leiden. La realització de la idea es va encarregar a Wim van den Doel, un historiador de Leiden. Eurotopia té en compte les sensibilitats ètniques, per tal de minimitzar la fricció que la divisió podria suposar. La idea bàsica és una Europa on tots els estats són petits, és a dir que tenen entre 5 i 10 milions d'habitants. Segons Heineken, degut a la manca d'estats poderosos això conduiria a tenir més estabilitat, igualtat i pau; a més, seguint la idea del small is beautiful, la governança dels estats es podria estructurar de manera més eficient.
El mapa inclòs aquí és una mica diferent del de Heineken, donat que les fronteres estatals al sud i l'est dels actuals Països Baixos (IJsselland) es mantenen, mentre que no és el cas al mapa original de Heineken. Aquí no s'afegeix Limburg al nou estat de Flandes.